# Dave Brock

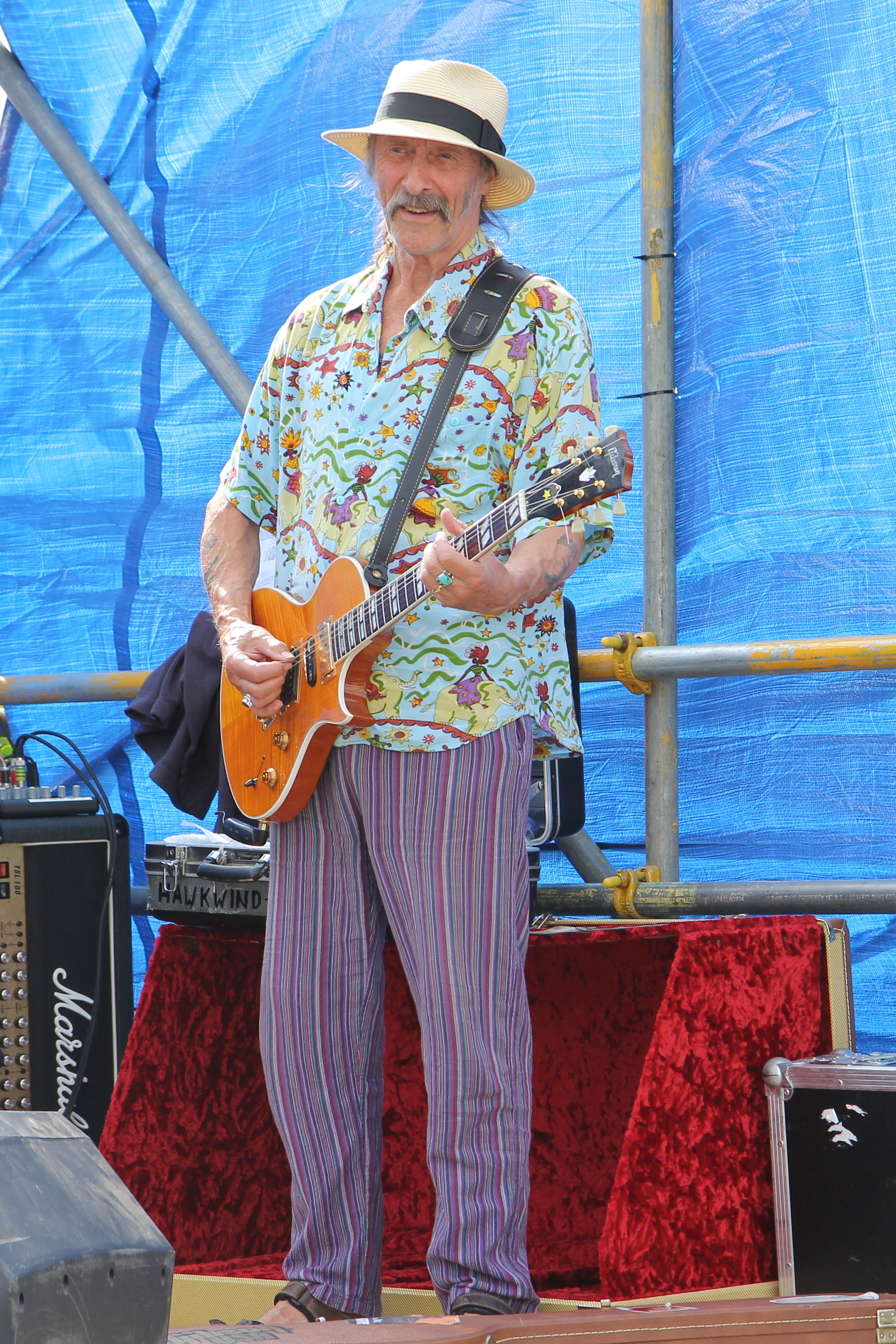
Dave Brock, 2015

David Anthony „Dave“ Brock (* 20. August 1941 in Isleworth, Middlesex, England) ist ein englischer Musiker (Gitarre, Bass, Synthesizer, Gesang) und Songwriter. Bekannt wurde er vor allem als Gründer und einziges konstantes Mitglied der Space-Rock-Band Hawkwind.

## Biografie
Geboren in Isleworth, wuchs Brock in Feltham auf. Mit 12 Jahren bekam er von seinem Onkel ein Banjo, später von seinen Eltern eine Gitarre. 1959 schloss er die Schule ab. Nach einigen Jobs arbeitete Brock in einem Animationsstudio. Die Abende verbrachte er in Clubs wie dem Crawdaddy oder dem Eel Pie Island, wo Jazz und Blues gespielt wurde. Vor den Clubs musizierte er mit Freunden, darunter Eric Clapton, Keith Relf und Mick Slattery.
Mit dem Pianisten Mike King und dem Mundharmonikaspieler Luke Francis bildete er das Trio „Dharma Blues Band“, das 1966 Dealing with the Devil von Sonny Boy Williamson II. und Roll ʼEm Pete von Pete Johnson für das Album Blues Anytime Vol. 2 (Immediate, IMPC015) aufnahm. Die Gruppe begleitete auch amerikanische Bluesmusiker, etwa Memphis Slim und Champion Jack Dupree. Nach Brocks Weggang nahm die Dharma Blues Band 1967 ein Album auf.
Brock tingelte als Straßenmusiker durch Europa. Mit Pete Judd (Mundharmonika) und John Illingworth (Gitarre) bildete er 1967 das Trio „The Famous Cure“. In den Niederlanden machten sie einige Aufnahmen. Mit Mick Slattery anstelle von Judd spielten sie die Single Sweet Mary / Mean Mistreater ein, die es in den Niederlanden bis auf Platz 5 schaffte.
Wieder als Straßenmusiker unterwegs, schloss sich Brock einer Band an, die in einem Doppeldeckerbus durch Großbritannien tourte, in der Royal Albert Hall auftrat und zum Album The Buskers (Columbia, SX6356) den Song Bring It on Home beisteuerte.

### Hawkwind
1969 entstand um Brock und Slattery herum eine Band, die unter dem Namen Hawkwind bekannt wurde. Zur Urbesetzung gehörten außerdem der Bassist John Harrison, der Schlagzeuger Terry Ollis, der Keyboardspieler Dik Mik und der Saxofonist Nik Turner.
Brock war das einzige ständige Mitglied der Band, deren Besetzung häufig wechselte. Er schrieb auch den Großteil der Musik, wobei die Texte oft von anderen stammten, etwa den Dichtern Robert Calvert und Michael Moorcock.

## Diskografie

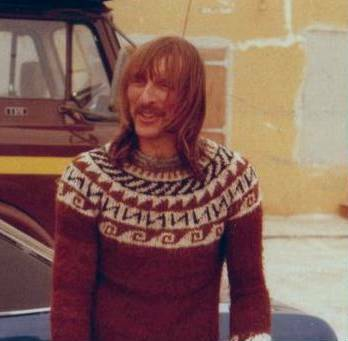
Dave Brock, 1982

Dave Brocks Aufnahmen mit Hawkwind siehe dort.

### Soloaufnahmen
- 1982: Zones / Processed – einseitige Single (Hawkfan Records)
- 1983:  Social Alliance / Raping Robots in the Street – Single (Flicknife Records)
- 1984: Earthed to the Ground (Flicknife Records)
- 1987: The Agents of Chaos (Flicknife Records)
- 1995: Strange Trips & Pipe Dreams (Emergency Broadcast System Records)
- 2001: Memos and Demos (Voiceprint Records)
- 2003: Earthed to the Ground und The Agents of Chaos (Voiceprint Records)
- 2012: Looking for Love in the Lost Land of Dreams (Esoteric Antenna)
- 2015: Brockworld (Hawkward Records)

### Kollaboration
- 2007: Centigrade 232 – Robert Calvert und Dave Brock (Voiceprint Records)

### Als Gastmusiker
- 1974: Robert Calvert – Captain Lockheed and the Starfighters – Leadgitarre bei Widowmaker
- 1975: Michael Moorcock & Deep Fix – New Worlds Fair
- 2002: Star One – Space Metal – Gesang bei Hawkwind Medley